# Функциономика
Функционо́мика — раздел эргономики, исследующий алгоритмы действия человека-оператора в эргатических системах.
Состоит из:
- Разработки тренажёров, моделирующих установок и испытательных стендов для определения эргономических показателей;
- Исследования тренируемости и утомляемости для данного вида деятельности и условий восприятия информации;
- Разработки методик функционирования человека-оператора в контуре управления;
- Разработки методов контроля психофизиологического состояния человека оператора.